# Klientsky orientovaná veřejná správa 2030
Klientsky orientovaná veřejná správa 2030 je strategický dokument vlády ČR pro oblast rozvoje veřejné správy. Dokument byl přijat usnesením vlády č. 562/2020 dne 25. května 2020, tedy za druhé vlády Andreje Babiše. Koncepce navázala na strategický dokument Strategický rámec rozvoje veřejné správy České republiky pro období 2014–2020. Obsahově je v souladu s dalšími strategickými dokumenty, jako jsou Strategický rámec Česká republika 2030 a Digitální Česko. Základními cíli koncepce jsou: dostupné a kvalitní služby, efektivní systém veřejné správy, efektivní úřady, kompetentní lidské zdroje a posilování informovanosti a participace občanů. Celkovým cílem je zvýšit proklientský charakter veřejné správy. Naplňování vládní strategice má na starosti hlavně Ministerstvo vnitra.

## Vize
Strategický dokument představil vizi fungování veřejné správy v roce 2030:
- Maximální možné množství služeb bude poskytováno elektronicky.
- Bude  fungovat  efektivní  pobočková  síť,  územně  rozmístěná  tak,  aby  odpovídala skutečným potřebám občanům a jejich každodennímu pohybu.
- Občané budou moci hodnotit kvalitu služeb.
- Úřady státní správy budou lépe spolupracovat díky zpřehlednění kompetencí a je-jich důslednému vymáhání.
- Lépe vzájemně spolupracovat budou také obce.
- Úřady budou generovat inovativní řešení a odpovědně rozhodovat na základě dat.
- Úřady budou strategicky řídit svůj rozvoj i rozvoj konkrétních politik.
- Veřejná  správa  bude  pro občany srozumitelnější, lépe občanům přiblíží výsledky své práce.
- Občané získají lepší informace o možnostech, jak se účastnit veřejného dění, zavedeny budou i nové nástroje participace.

## Cíle koncepce

### Dostupné a kvalitní služby
Služby veřejné správy budou do roku 2030 co nejvíce elektronizované a přístupné z jednoho místa (internetové samoobsluhy). Současně ale bude zachována možnost off-line přístupu pro ty skupiny osob, které elektronicky komunikovat nechtějí či nemohou. Pobočková síť však musí splňovat požadavky 3E a zbytečně veřejnou správu finančně nezatěžovat, musí být tedy koncentrována do těch míst, kde se občané pohybují nejčastěji.
Specifické cíle:
- Zlepšit kvalitu služeb poskytovaných veřejnou správou (digitalizace služeb, rozvoj Portálu občana, elektronizace matrik, zvyšování proklientského přístupu na úřadech)
- Zajistit optimální dostupnost služeb (lepší výkon přenesené státní správy na obcích a krajích, snížení agendové zátěže malých obcí, využívání big data, rušení místní příslušnosti u agend)

### Efektivní systém veřejné správy
Vyjma dostupných a kvalitních služeb klient od veřejné správy očekává vnitřní efektivitu, tj. že veřejná správa neplýtvá prostředky, je racionálně uspořádána, skutečně řízena, uvážlivě vytváří jednotlivé politiky a volí dlouhodobě udržitelná řešení. 
Specifické cíle:
- Posílit řídicí a koordinační mechanismy (posílit spolupráci mezi ministerstvy, odstranit kompetenční duplicity, tvorba nového kompetenčního zákona, zvyšování adresnosti příspěvku na výkon státní správy)
- Zefektivnit kontrolní mechanismy při nakládání sveřejnými prostředky (zhodnocení systému kontrol nakládání s veřejnými prostředky, revize zákona o finanční kontrole)
- Zlepšit právní prostředí (vyšší podpora zpracování zpráv RIA (hodnocení dopadů regulace), elektronizace právních předpisů obcí a krajů a jejich napojení na eSbírku)
- Zefektivnit spolupráci obcí (posílení meziobecní spolupráce v obvodech obcí s rozšířenou působností, větší spolupráce obcí v rámci aglomerace)
- Vytvořit prostředí podporující inovace a rozvíjet AI aautomatizaci (nastavení systémové podpory inovací ve veřejné správě, zhodnocení využití robotizace, automatizace a umělé inteligence ve veřejné správě)

### Efektivní úřady
Efektivity ve fungování institucí veřejné správy se docílí podporou rozhodování založeného na faktech a systémovém přístupu. Důraz bude kladen na strategické a projektové řízení a také řízení kvality. V neposlední řadě bude rovněž nutné provést osvětu v udržitelném rozvoji.
Specifické cíle:
- Rozšířit rozhodování a plánování na principu evidence-informed (podpora vzniku analytických týmů ve státní správě a analytických prací ve veřejné správě obecně, publikování analýz a doprovodných dat na jednom místě)
- Rozšířit aplikaci trvale udržovaných a systémových přístupů k řízení kvality (podpora řízení kvality v úřadech obcí a krajů, podpora benchmarkingu, norem ISO nebo modelu CAF)
- Zlepšit uplatnění principů udržitelného rozvoje (přidat do vzdělávání úředníků kontext udržitelného rozvoje, osvěta v environmentální odpovědnosti organizací i jednotlivců, osvěta a podpora sociálně odpovědného veřejného zadávání)
- Zvýšit význam a kvalitu provádění strategického řízení (vytvoření centra podpory pro strategické řízení, rozvoj a propagace technických nástrojů strategické práce)
- Sjednotit kvalitu prováděných projektových prací ve státní správě (zavedení minimálních standardů projektového řízení ve veřejné správě, katalogizace projektových prací)

### Kompetentní lidské zdroje
Aby byla zajištěna řádná správa obcí a krajů a zastupitelé předcházeli takovému jednání, které by mohlo být vyhodnoceno jako nezákonné, je třeba zajistit, aby v co největší míře disponovali určitou úrovní  odbornosti. To bude zaručeno jejich účastí v systémovém vzdělávacím programu. 
Specifické cíle:
- Zvýšit znalosti a dovednosti volených zástupců územních samosprávných celků (zavedení systémového vzdělávání zastupitelů obcí, zvýšení odbornosti zavedením povinného ověření zvláštní odborné způsobilosti u starostů a místostarostů vykonávajících přenesenou působnost)
- Zvýšit znalosti a dovednosti úředníků územních samosprávných celků (standardizace vstupního vzdělávání úředníků ÚSC, zlepšení procesu uznávání rovnocennosti vzdělávání)
- Zkvalitnit vzdělávání ve státní správě (centrální vzdělávání v průřezových oblastech společných všem oborům státní služby, prohlubování vzdělávání v klíčových správních činnostech)

### Posilování informovanosti a participace občanů
Koncepce řeší klesající zájem o participaci prostřednictvím dvou dominantních nástrojů liberální demokracie – voleb a politických stran. S tím je spojená také obecně klesající či stagnující míra důvěry v politické instituce a reprezentanty vůle občanů. Bude proto kontinuálně zvyšováno povědomí veřejnosti o možnostech participace, stejně jako povědomí veřejné správy o méně tradičních nástrojích participace, stimulováno bude jejich širší využívání.  
Specifické cíle:
- Zlepšit komunikaci veřejné správy s veřejností (podpora tvorby komunikačních strategií úřadů, podpora úřadů ve vedení komunikace se specifickými skupinami obyvatel, podpora formátu Easy-to-read a zjednodušených textů)
- Zvýšit povědomí o možnostech účasti občanů naveřejném dění, tyto možnosti usnadňovat (osvěta v různých možnostech participace veřejnosti na veřejném dění)